# 下湾站 (河北省)
下湾站是位于河北省邯郸市涉县神头乡与山西省长治市黎城县交界处的一个铁路车站，邮政编码56400。车站建于1975年，有邯长铁路经过该站，现仅办理货运业务，不办理客运业务，车站及其上下行区间均已电气化。车站距离邯郸站149公里，隶属北京铁路局，是四等站。